# Marcos Paz (Buenos Aires)
Marcos Paz is een plaats in het Argentijnse bestuurlijke gebied Marcos Paz in de provincie Buenos Aires. De plaats telt 39.151 inwoners.

## Geboren
- Juan Carlos Onganía (1914-1995), president van Argentinië
- Rodolfo Arruabarrena (1975), voetballer en voetbalcoach